# سد ادولفو رویز کورتین
سد ادولفو رویز کورتین (به اسپانیایی: Presa Mocúzari) یک سد در مکزیک است که در Álamos, Sonora, Mexico واقع شده‌است.